# Massacre de Gardelegen

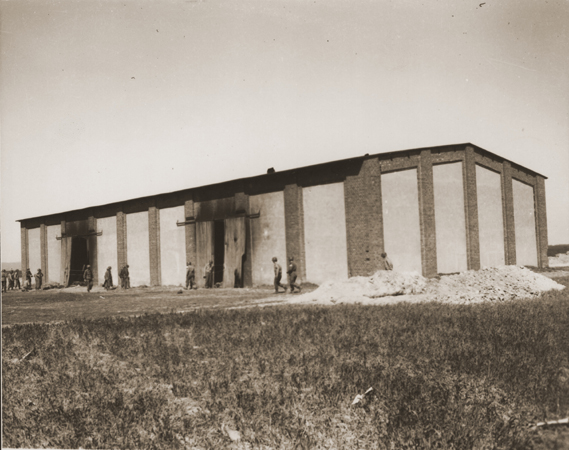
Celeiro incendiado no Massacre de Gardelegen

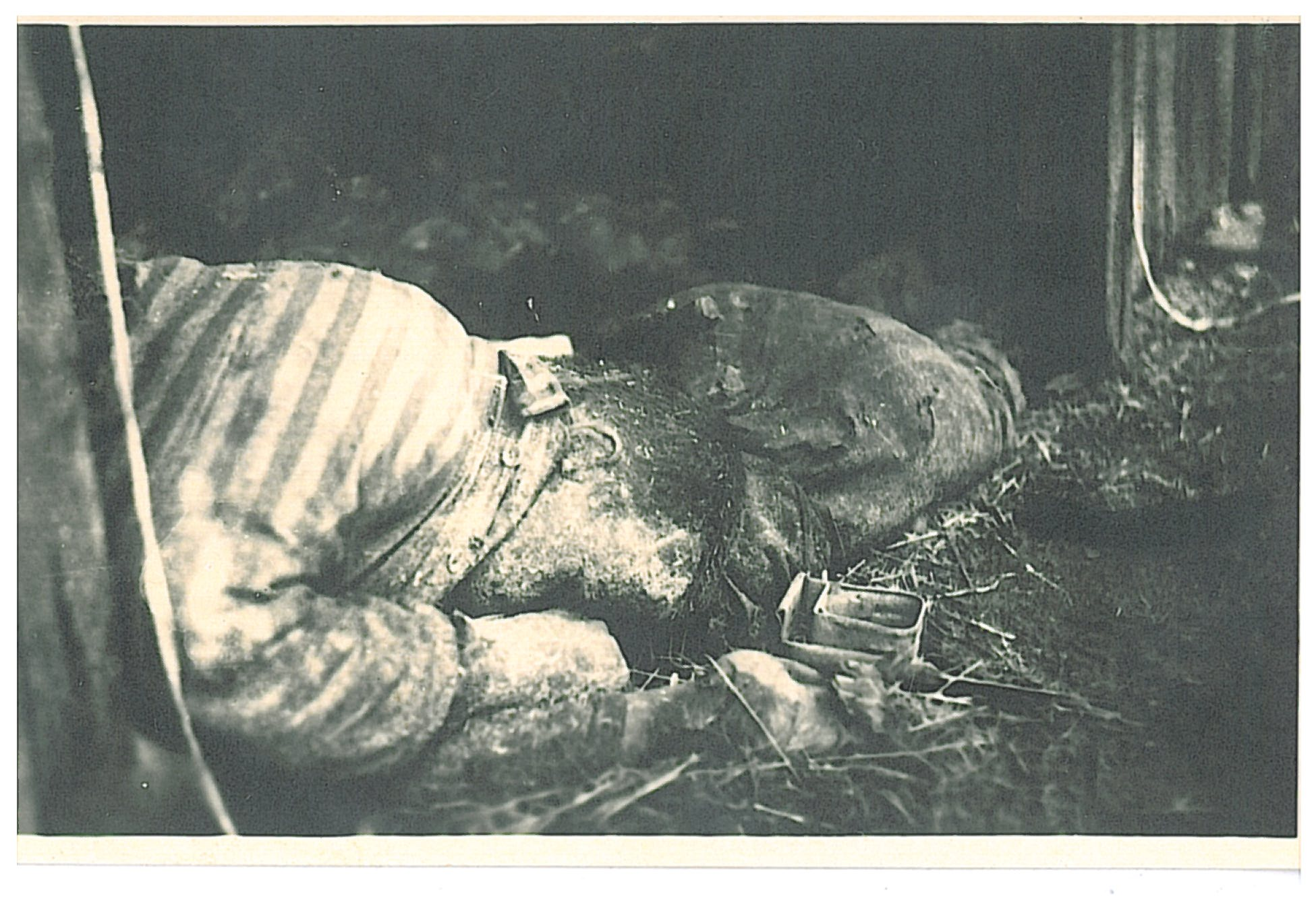
Vítimas mortas

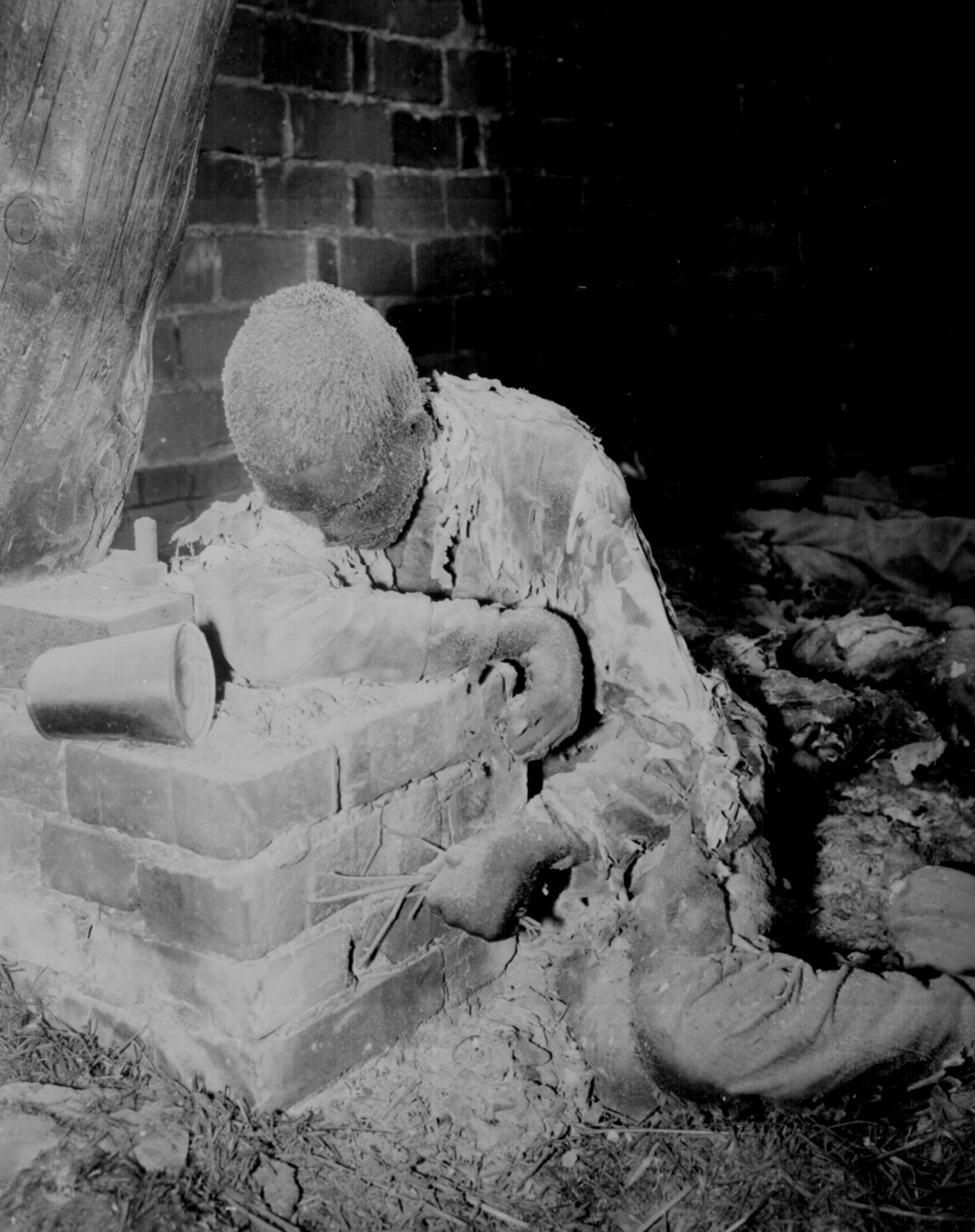
Fotografia originalmente legendada: "Esta vítima da desumanidade nazista ainda repousa na posição em que morreu, tentando se levantar e escapar de sua morte horrível. Ele foi um dos 1016 prisioneiros brutalmente queimados vivos por tropas nazistas da SS. Gardelegen, Alemanha; 16 de abril de 1945"

O massacre de Gardelegen foi um massacre perpetrado por civis locais (Volkssturm, Juventude Hitlerista e bombeiros locais) da cidade de Gardelegen, no norte da Alemanha, sob direção da Schutzstaffel (SS), perto do fim da Segunda Guerra Mundial. Em 13 de abril de 1945, na propriedade Isenschnibbe próxima à cidade, os soldados forçaram mais de 1 000 trabalhadores escravizados — parte de um transporte evacuado dos campos de concentração de Mittelbau-Dora e Hannover-Stöcken — a entrar em um grande celeiro, que foi então incendiado.
Mil e dezesseis pessoas, em sua maioria poloneses, foram queimadas vivas ou baleadas ao tentar escapar. O crime foi descoberto dois dias depois pela Companhia F, 2º Batalhão, 405º Regimento de Infantaria da 102ª Divisão de Infantaria dos EUA, quando o Exército dos Estados Unidos ocupou a área. Onze prisioneiros foram encontrados vivos — sete poloneses, três russos e um francês. Os testemunhos dos sobreviventes foram reunidos e publicados por Melchior Wańkowicz em 1969, no livro De Stołpce ao Cairo. Gardelegen tornou-se parte da recém-estabelecida República Democrática Alemã em 1947 e hoje pertence à Saxônia-Anhalt.

## Detalhes

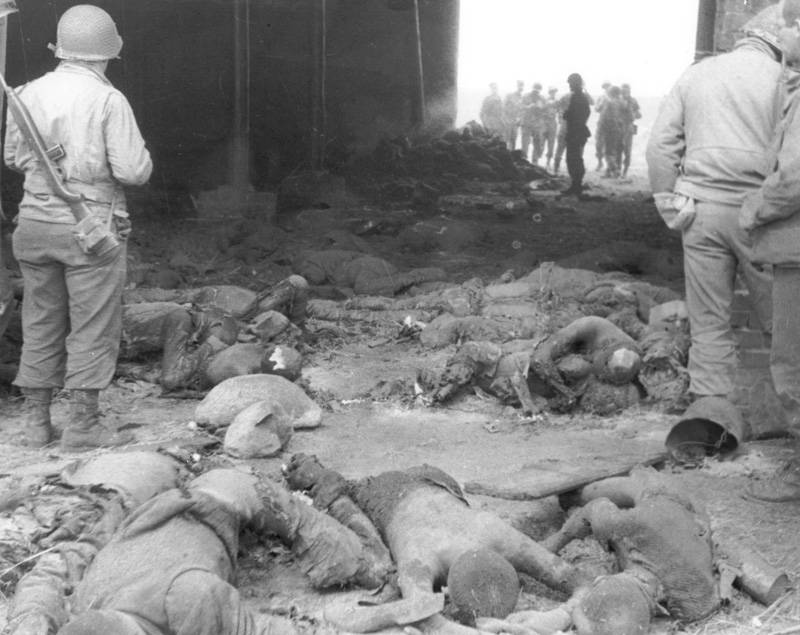
Soldados americanos observam os corpos no celeiro

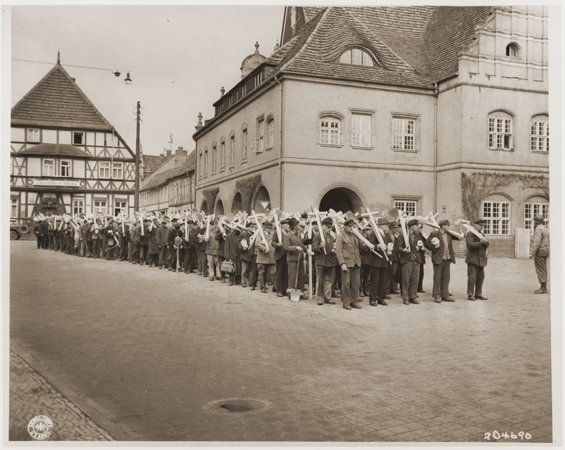
Sob a direção de um soldado americano, alemães de Gardelegen carregam cruzes de madeira até o local onde foram ordenados a enterrar os corpos dos prisioneiros mortos no celeiro nos arredores da cidade

A descoberta do massacre parece ter sido por acaso. O relato mais aceito é que o Tenente Emerson Hunt, oficial de ligação entre o quartel-general da 102ª Divisão de Infantaria e o 701º Batalhão de Tanques, foi capturado por forças alemãs em 14 de abril de 1945 e fez com que os defensores alemães da cidade de Gardelegen acreditassem que tanques americanos se aproximavam, induzindo o comandante alemão à rendição. Os americanos chegaram ao local antes que os alemães tivessem tempo de enterrar todos os corpos.
Nos dias 3 e 4 de abril, após a travessia do Rio Reno pelo Exército dos EUA e seu avanço sobre território alemão, a administração do campo SS de Dora-Mittelbau ordenou a evacuação dos prisioneiros do campo principal e de vários subcampos. O objetivo era transportá-los por trem ou a pé para outros campos de concentração no norte da Alemanha: Bergen-Belsen, Sachsenhausen ou Neuengamme.
Cerca de 4 000 pessoas chegaram à região de Gardelegen, onde tiveram que desembarcar dos trens devido a danos causados por bombardeios nas linhas férreas. Superados numericamente, os guardas da SS recrutaram auxiliares locais, como bombeiros, membros da força aérea, do exército territorial e da Juventude Hitlerista, para vigiar os prisioneiros.
Em 13 de abril, mais de mil prisioneiros, muitos doentes e fracos demais para marchar, foram levados até um celeiro na propriedade Isenschnibbe e forçados a entrar. Os guardas então trancaram as portas e atearam fogo a palha embebida em gasolina. Aqueles que tentaram escapar cavando sob as paredes foram mortos a tiros. No dia seguinte, os autores do massacre retornaram para eliminar as provas do crime — planejavam incinerar os corpos restantes e o celeiro, e matar os sobreviventes. O rápido avanço da 102ª Divisão de Infantaria impediu a conclusão desse plano.Em 14 de abril, a 102ª entrou em Gardelegen e, no dia seguinte, descobriu a atrocidade. Foram encontrados 1 016 corpos no celeiro ainda fumegante e em trincheiras próximas. Soldados também entrevistaram alguns sobreviventes. Fotógrafos do Corpo de Comunicações do Exército dos EUA chegaram logo em seguida para documentar o crime. Em 19 de abril de 1945, jornais como The New York Times e The Washington Post publicaram reportagens sobre o massacre, citando um soldado americano:

Nunca estive tão certo do que estou combatendo. Antes, você pensaria que essas histórias eram propaganda, mas agora você sabe que não eram. Estão aí os corpos e todos esses caras estão mortos.
Onze prisioneiros sobreviveram ao incêndio e foram encontrados por soldados dos EUA — sete poloneses, três russos e um francês gravemente ferido. Segundo testemunhas, 20 homens envolvidos no massacre foram executados sumariamente por soldados americanos após serem identificados.
Em 21 de abril de 1945, o comandante local da 102ª ordenou que entre 200 e 300 moradores de Gardelegen dessem sepultamento adequado às vítimas. Nos dias seguintes, civis alemães exumaram 586 corpos das trincheiras e retiraram 430 do celeiro, enterrando cada um em uma cova individual. Em 25 de abril, a 102ª realizou uma cerimônia em homenagem aos mortos e instalou uma placa memorial com a seguinte inscrição:

Os habitantes de Gardelegen são responsáveis por manter esses túmulos sempre verdes, assim como a memória desses infelizes será preservada nos corações dos homens amantes da liberdade em todo o mundo.
Na mesma ocasião, o Coronel George Lynch declarou aos civis alemães:

Disseram ao povo alemão que as histórias de atrocidades eram propaganda dos Aliados. Aqui, vocês podem ver por si mesmos. Alguns dirão que os responsáveis foram os nazistas. Outros apontarão a Gestapo. A responsabilidade não é deles — é do povo alemão... Sua chamada Raça Superior demonstrou ser superior apenas em crime, crueldade e sadismo. Vocês perderam o respeito do mundo civilizado.

## Investigação

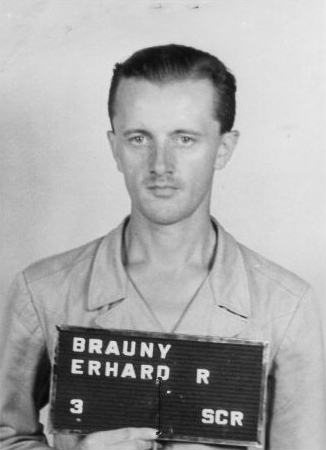
Erhard Brauny

A investigação foi conduzida pelo Tenente-Coronel Edward E. Cruise, oficial do Nono Exército encarregado de crimes de guerra.
Os relatórios estão armazenados no arquivo do Exército dos EUA 000-12-242.
O SS-Untersturmführer, responsável pelo transporte dos prisioneiros evacuados de Mittelbau-Dora, foi julgado no Tribunal de Dachau em 1947. Foi condenado por maus-tratos aos prisioneiros e sentenciado à prisão perpétua. Morreu de leucemia na prisão, em 1950.

Relatos dos sobreviventes foram publicados em 1969 pelo escritor polonês Melchior Wańkowicz.

## Memoriais

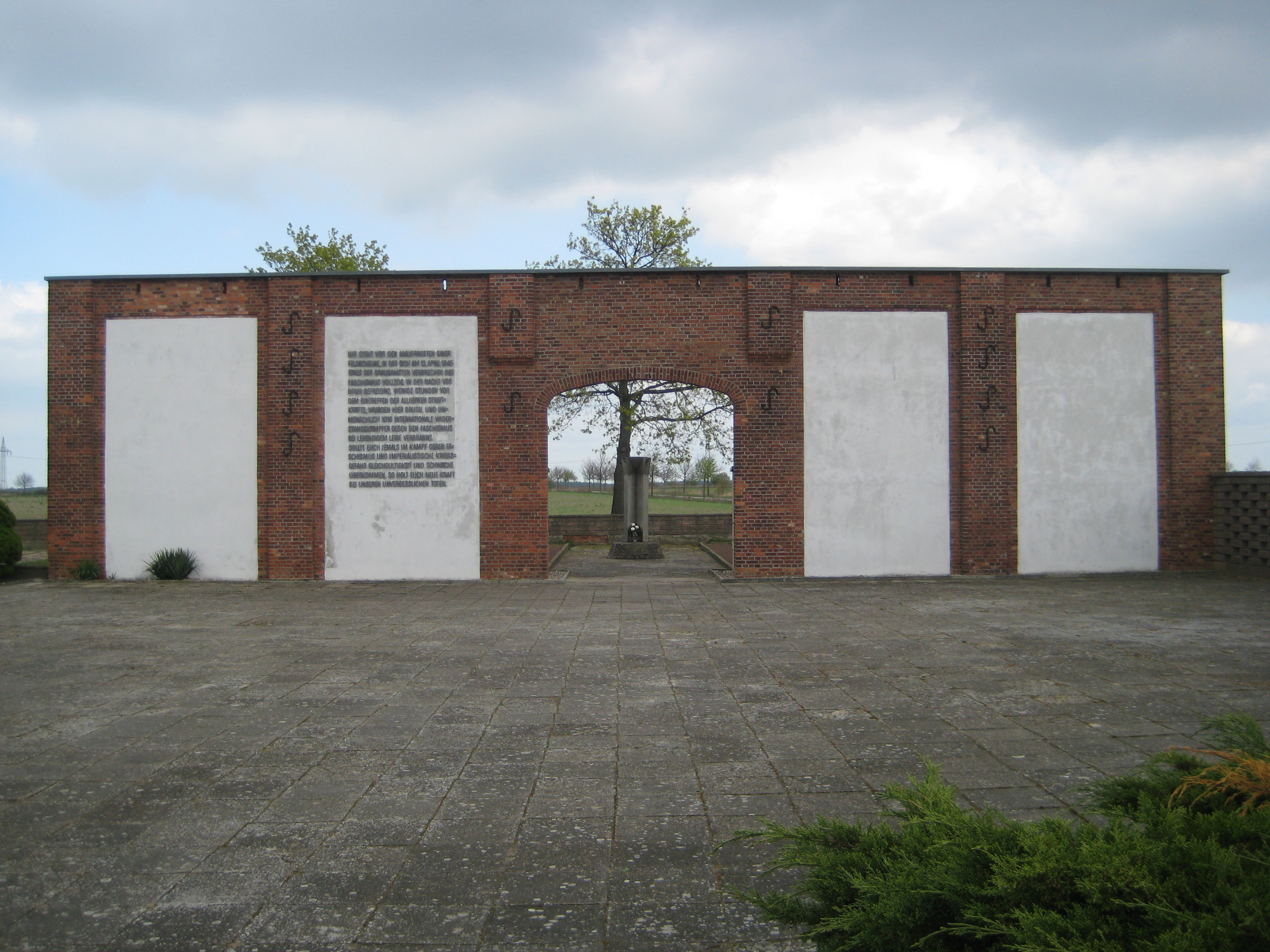
Parede remanescente do celeiro

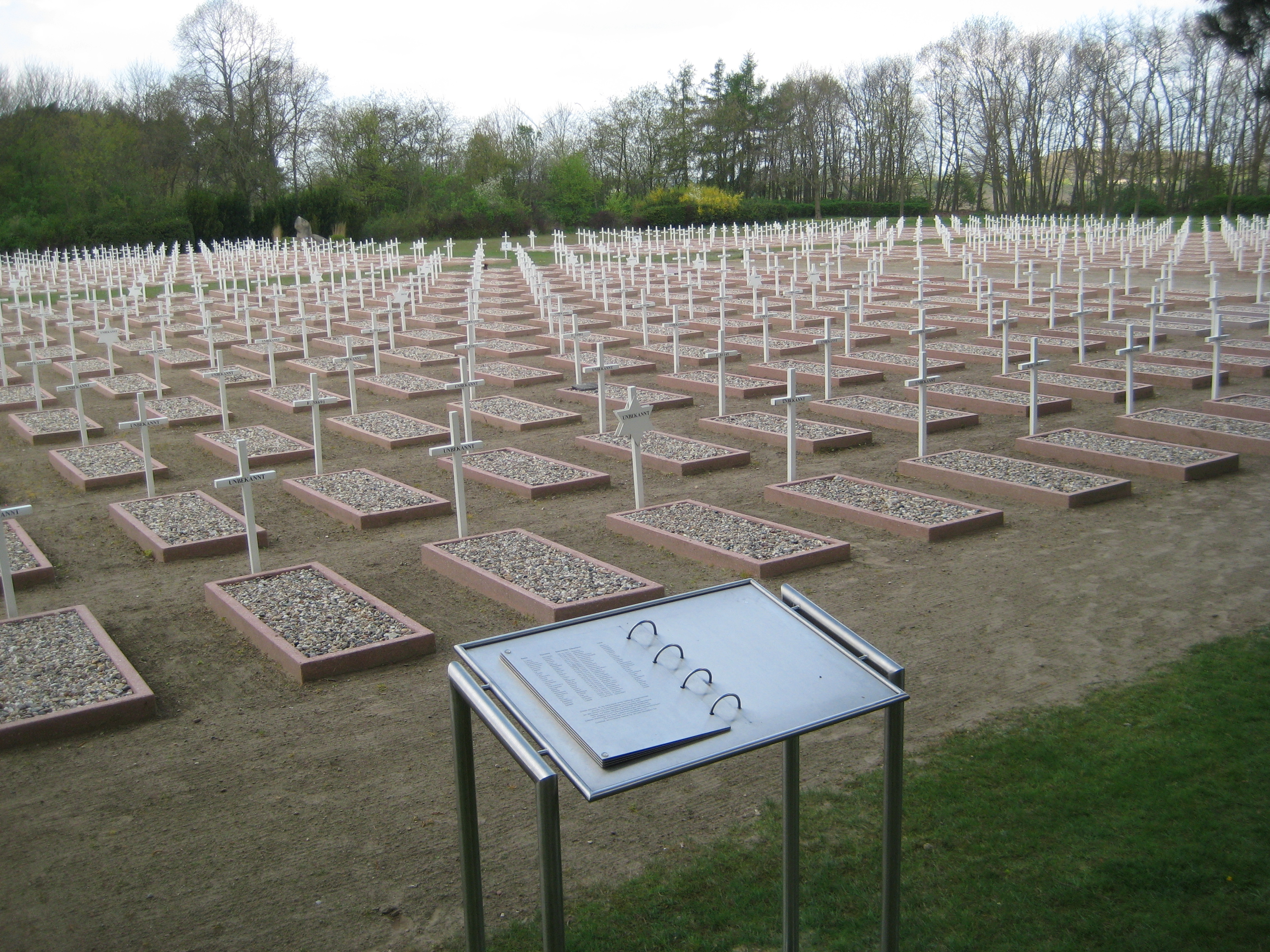
Cemitério

Gardelegen é hoje um memorial nacional, reorganizado pela Alemanha Oriental entre 1952 e 1971.
A placa no cemitério, fundado pelo Exército dos EUA, diz:

Gardelegen
Cemitério Militar
Aqui jazem 1016 prisioneiros de guerra aliados assassinados por seus captores. Foram enterrados pelos cidadãos de Gardelegen, que são responsáveis por manter os túmulos verdes como a memória desses infelizes será preservada nos corações dos homens amantes da liberdade em todo o mundo.
Estabelecido sob supervisão da 102ª Divisão de Infantaria do Exército dos EUA.
Vandalismo será punido com as penas máximas pelas leis do governo militar.
Frank A. Keating  
Major-General, EUA  
Comandante
A placa na parede remanescente do celeiro, instalada pela República Democrática Alemã, declara:

Você está diante das ruínas de um celeiro onde ocorreu um dos crimes mais cruéis do fascismo. Na noite de sua libertação, poucas horas antes da chegada das forças aliadas, 1016 combatentes internacionais da resistência ao fascismo foram brutal e desumanamente queimados vivos. Sempre que sentir apatia ou fraqueza na luta contra o fascismo e a ameaça imperialista de guerra, encontre nova força em nossos mortos inesquecíveis.

### Celeiro memorial Isenschnibbe Gardelegen
O memorial localiza-se no local histórico do massacre de Gardelegen. Ele relembra os 1016 prisioneiros de campos de concentração de diversos países europeus assassinados em 13 de abril de 1945. O local também inclui o cemitério memorial.

Um novo centro de visitantes/documentação com exposição permanente foi inaugurado em 2020.